# آمازون گو
آمازون گو (انگلیسی: Amazon Go) شرکت خرده‌فروشی آمریکایی است، که در سال ۲۰۱۸ تأسیس شد.